# Valentina Bergamaschi
Valentina Bergamaschi (Varese, 22 gennaio 1997) è una calciatrice italiana, difensore della Roma e della nazionale italiana.
Con le Azzurrine della under 17 ha conquistato il terzo posto nel campionato europeo di categoria 2014, e il terzo posto nel mondiale della Costa Rica.

## Biografia
Nata a Varese, ha vissuto con i genitori a Cittiglio.

## Carriera

### Club
Cresce calcisticamente nelle giovanili dell'F.C. Caravate, società che promuove il gioco del calcio nell'omonima cittadina lombarda, giocando con i maschi dall'età di 9 anni.
Nel maggio 2011, Valentina viene convocata con la Rappresentativa Lombarda Under-15 per partecipare al Torneo delle Regioni svoltosi a Chianciano Terme dal 26 giugno al 3 luglio 2011. Durante il torneo, che la Rappresentativa Lombarda si aggiudicherà battendo in finale la Rappresentativa Veneta grazie a un suo gol, Bergamaschi viene notata dai selezionatori della Nazionale giovanile Under-17 dell'Italia venendo convocata, a fine torneo, per uno stage dai ct Enrico Sbardella e Rita Guarino.
Come giovane promessa del calcio lombardo, pur contattata da numerose società di categoria superiore, Valentina decide di sottoscrivere un contratto con l'Alto Verbano, società che si accinge a disputare il Campionato Lombardo di Serie D 2011-2012. Grazie alle sue qualità contribuisce già dal girone di andata a conquistare il primo posto in classifica, posizione che manterrà fino al termine del campionato conquistando così il diritto di disputare il campionato di Serie C 2012-2013.
Durante il calciomercato estivo del 2014 trova un accordo con il Rapid Lugano per giocare nel campionato svizzero femminile di calcio. Partita dalla Lega Nazionale B, al suo primo anno in Svizzera contribuisce alla promozione della squadra in Lega Nazionale A al termine della stagione 2014-2015. Prima dell'inizio del campionato 2015-2016 la squadra si stacca dalla società maschile dando origine al Lugano 1976 e Bergamaschi decide di rimanere nella nuova realtà societaria. Con le bianconere ticinesi rimane una sola stagione per passare, prima dell'inizio del campionato 2016-17, al Neunkirch.
Dopo aver vinto sia il campionato sia la Coppa Svizzera nella stagione 2016-2017 con il Neunkirch, risultando anche capocannoniere del campionato con 24 reti all'attivo, nel giugno 2017 viene svincolata a causa del ritiro dello stesso Neunkirch dal campionato svizzero. All'inizio del mese di luglio 2017 ha trovato un accordo con il Brescia, avendo così la possibilità di disputare per la prima volta il campionato di Serie A.
Il 18 luglio 2018 viene ingaggiata dal Milan. Nel corso della stagione 2021-2022 diviene il capitano della squadra rossonera.
Il 24 aprile 2022 mette a segno la sua prima doppietta in maglia rossonera, in occasione della vittoria per 6-2 contro il Pomigliano. In sei stagioni con il club milanista, ha collezionato in tutto 151 presenze e 20 reti.
Il 25 giugno 2024, viene annunciato l'ingaggio a titolo definitivo di Bergamaschi da parte della Juventus, con cui firma un contratto triennale, valido a partire dal 1º luglio seguente. Va a segno subito alla prima giornata, il 1º settembre nella vittoria esterna per 3-6 sul campo del Sassuolo.
Il 30 luglio 2025 viene comunicato il suo passaggio alla Roma.

### Nazionale
Bergamaschi inizia a essere convocata dalla Federazione Italiana Giuoco Calcio (FIGC) all'inizio del 2012, inserita nella lista delle 50 ragazze che partecipano allo stage della nazionale italiana under 17 che si svolge dal 16 al 18 gennaio a Coverciano, il quartiere di Firenze sede del Centro tecnico federale, sotto la responsabilità dei tecnici Enrico Sbardella e Rita Guarino, per la prima convocazione deve attendere tuttavia l'anno seguente.
Nell'estate 2013 Sbardella la inserisce in rosa con la formazione che affronta, a Kavarna, le qualificazioni all'Europeo Under-17 di Inghilterra 2014, torneo che in realtà si svolge prima del termine dell'anno per poter determinare con sufficiente anticipo le squadre della zona UEFA che potranno accedere al Mondiale della Costa Rica 2014. Scende in campo da titolare il 2 luglio 2013, durante l'incontro di apertura del gruppo 9 disputato al Kavarna Stadium e vinto per 6 a 0 contro le pari età della Macedonia. l'Italia supera al primo posto il gruppo 9 nella prima fase, dove Bergamaschi va a segno per la prima volta in maglia azzurra il 4 luglio 2013 siglando tre delle reti con cui l'Italia travolge le pari età dell'Ungheria alle quali si aggiunge, tre giorni più tardi, una doppietta alla Svizzera, nell'incontro terminato 5-1 per l'Italia. Le Azzurrine conquistano la prima posizione anche nella fase élite, pur avendo perso l'incontro con il Portogallo, ottenendo di conseguenza l'accesso alla fase finale per la prima volta nella sua storia sportiva. Bergamaschi condivide con le compagne il percorso dell'Italia che vede conquistare il primo posto nella fase a gironi, battute dalla sola Austria, l'unico incontro dove non viene impiegata da Sbardella, trovare in semifinale la Germania, che la supera per 1-0 e che si aggiudicherà poi in finale il quarto titolo di categoria, e conquista il terzo posto nella finalina con l'Inghilterra ai tiri di rigore, dopo che i tempi regolamentari si erano chiusi a reti inviolate, accedendo così anche al primo Mondiale per le Azzurrine.
Nella primavera seguente Bergamaschi e compagne ottengono un altro storico risultato per la storia del calcio femminile italiano, riuscendo a ottenere il terzo posto nel Mondiale giocato in Costa Rica.
Nel novembre 2016 viene convocata per la prima volta dal commissario tecnico Antonio Cabrini nella nazionale maggiore in occasione del "Torneo Internazionale Manaus 2016", in programma dal 7 al 18 dicembre 2016.

## Statistiche

### Presenze e reti nei club
Statistiche aggiornate al 17 maggio 2025.
| Stagione                        | Squadra                         | Campionato                      | Campionato | Campionato | Coppe nazionali | Coppe nazionali | Coppe nazionali | Coppe internazionali | Coppe internazionali | Coppe internazionali | Altre coppe | Altre coppe | Altre coppe | Totale | Totale |
| Stagione                        | Squadra                         | Comp                            | Pres       | Reti       | Comp            | Pres            | Reti            | Comp                 | Pres                 | Reti                 | Comp        | Pres        | Reti        | Pres   | Reti   |
| ------------------------------- | ------------------------------- | ------------------------------- | ---------- | ---------- | --------------- | --------------- | --------------- | -------------------- | -------------------- | -------------------- | ----------- | ----------- | ----------- | ------ | ------ |
| 2011-2012                       | Alto Verbano                    | D                               | ?          | ?          | -               | -               | -               | -                    | -                    | -                    | -           | -           | -           | ?      | ?      |
| 2012-2013                       | Alto Verbano                    | C                               | ?          | ?          | -               | -               | -               | -                    | -                    | -                    | -           | -           | -           | ?      | ?      |
| 2013-2014                       | Alto Verbano                    | C                               | ?          | ?          | -               | -               | -               | -                    | -                    | -                    | -           | -           | -           | ?      | ?      |
| 2014-2015                       | Rapid Lugano Lugano 1976        | LNB                             | ?          | ?          | CS              | ?               | ?               | -                    | -                    | -                    | -           | -           | -           | ?      | ?      |
| 2015-2016                       | Rapid Lugano Lugano 1976        | LNA                             | ?          | 15         | CS              | ?               | ?               | -                    | -                    | -                    | -           | -           | -           | ?      | 15+    |
| Totale Rapid Lugano/Lugano 1976 | Totale Rapid Lugano/Lugano 1976 | Totale Rapid Lugano/Lugano 1976 | ?          | 15+        | -               | ?               | ?               | -                    | -                    | -                    | -           | -           | -           | ?      | 15+    |
| 2016-2017                       | Neunkirch                       | LNA                             | ?          | 24         | CS              | ?               | ?               | -                    | -                    | -                    | -           | -           | -           | ?      | 24+    |
| 2017-2018                       | Brescia                         | A                               | 14         | 7          | CI              | 4               | 6               | UWCL                 | 4                    | 0                    | SI          | 1           | 3           | 23     | 16     |
| 2018-2019                       | Milan                           | A                               | 15         | 2          | CI              | 5               | 0               | -                    | -                    | -                    | -           | -           | -           | 20     | 2      |
| 2019-2020                       | Milan                           | A                               | 15         | 1          | CI              | 2               | 0               | -                    | -                    | -                    | -           | -           | -           | 17     | 1      |
| 2020-2021                       | Milan                           | A                               | 19         | 2          | CI              | 7               | 0               | -                    | -                    | -                    | SI          | 1           | 0           | 27     | 2      |
| 2021-2022                       | Milan                           | A                               | 22         | 7          | CI              | 5               | 2               | UWCL                 | 2                    | 0                    | SI          | 2           | 1           | 31     | 10     |
| 2022-2023                       | Milan                           | A                               | 25         | 2          | CI              | 5               | 1               | -                    | -                    | -                    | -           | -           | -           | 30     | 3      |
| 2023-2024                       | Milan                           | A                               | 23         | 2          | CI              | 3               | 0               | -                    | -                    | -                    | -           | -           | -           | 26     | 2      |
| Totale Milan                    | Totale Milan                    | Totale Milan                    | 119        | 16         | -               | 27              | 3               | -                    | 2                    | 0                    | -           | 3           | 1           | 151    | 20     |
| 2024-2025                       | Juventus                        | A                               | 19         | 4          | CI              | 6               | 0               | UWCL                 | 8                    | 1                    | -           | -           | -           | 33     | 5      |
| 2025-2026                       | Roma                            | A                               | -          | -          | CI              | -               | -               | UWCL                 | -                    | -                    | SI+AWC      | -           | -           | -      | -      |
| Totale carriera                 | Totale carriera                 | Totale carriera                 | 152+       | 66+        | -               | 37+             | 9+              | -                    | 14                   | 1                    | -           | 4           | 4           | 207+   | 80+    |

### Cronologia presenze e reti in nazionale
| Cronologia completa delle presenze e delle reti in nazionale ― Italia | Cronologia completa delle presenze e delle reti in nazionale ― Italia | Cronologia completa delle presenze e delle reti in nazionale ― Italia | Cronologia completa delle presenze e delle reti in nazionale ― Italia | Cronologia completa delle presenze e delle reti in nazionale ― Italia | Cronologia completa delle presenze e delle reti in nazionale ― Italia | Cronologia completa delle presenze e delle reti in nazionale ― Italia | Cronologia completa delle presenze e delle reti in nazionale ― Italia |
| Data                                                                  | Città                                                                 | In casa                                                               | Risultato                                                             | Ospiti                                                                | Competizione                                                          | Reti                                                                  | Note                                                                  |
| --------------------------------------------------------------------- | --------------------------------------------------------------------- | --------------------------------------------------------------------- | --------------------------------------------------------------------- | --------------------------------------------------------------------- | --------------------------------------------------------------------- | --------------------------------------------------------------------- | --------------------------------------------------------------------- |
| 7-12-2016                                                             | Manaus                                                                | Italia                                                                | 3 – 0                                                                 | Russia                                                                | Torneio Internacional 2016 - 1º turno                                 | 1                                                                     | 46’                                                                   |
| 14-12-2016                                                            | Manaus                                                                | Brasile                                                               | 3 – 1                                                                 | Italia                                                                | Torneio Internacional 2016 - 1º turno                                 | -                                                                     | 46’                                                                   |
| 3-3-2017                                                              | Larnaca                                                               | Belgio                                                                | 4 – 1                                                                 | Italia                                                                | Cyprus Cup 2017 - 1º turno                                            | -                                                                     | 54’                                                                   |
| 6-3-2017                                                              | Larnaca                                                               | Svizzera                                                              | 6 – 0                                                                 | Italia                                                                | Cyprus Cup 2017 - 1º turno                                            | -                                                                     | 46’                                                                   |
| 8-3-2017                                                              | Larnaca                                                               | Italia                                                                | 6 – 2                                                                 | Rep. Ceca                                                             | Cyprus Cup 2017 - finale 11º/12º posto                                | -                                                                     | 80’                                                                   |
| 15-9-2017                                                             | La Spezia                                                             | Italia                                                                | 5 – 0                                                                 | Moldavia                                                              | Qual. Mondiali 2019                                                   | 1                                                                     |                                                                       |
| 19-9-2017                                                             | Cluj-Napoca                                                           | Romania                                                               | 0 – 1                                                                 | Italia                                                                | Qual. Mondiali 2019                                                   | -                                                                     | 30’                                                                   |
| 24-10-2017                                                            | Castel di Sangro                                                      | Italia                                                                | 3 – 0                                                                 | Romania                                                               | Qual. Mondiali 2019                                                   | -                                                                     | 14’                                                                   |
| 28-11-2017                                                            | Estoril                                                               | Portogallo                                                            | 0 – 1                                                                 | Italia                                                                | Qual. Mondiali 2019                                                   | -                                                                     | 71’                                                                   |
| 20-1-2018                                                             | Marsiglia                                                             | Francia                                                               | 1 – 1                                                                 | Italia                                                                | Amichevole                                                            | -                                                                     | 46’                                                                   |
| 28-2-2018                                                             | Larnaca                                                               | Italia                                                                | 3 – 0                                                                 | Svizzera                                                              | Cyprus Cup 2018 - 1º turno                                            | 1                                                                     | 77’                                                                   |
| 2-3-2018                                                              | Larnaca                                                               | Italia                                                                | 3 – 0                                                                 | Galles                                                                | Cyprus Cup 2018 - 1º turno                                            | -                                                                     |                                                                       |
| 5-3-2018                                                              | Larnaca                                                               | Italia                                                                | 2 – 2                                                                 | Finlandia                                                             | Cyprus Cup 2018 - 1º turno                                            | -                                                                     | 65’                                                                   |
| 7-3-2018                                                              | Larnaca                                                               | Spagna                                                                | 2 – 0                                                                 | Italia                                                                | Cyprus Cup 2018 - finale 1º/2º posto                                  | -                                                                     | 18’                                                                   |
| 18-1-2019                                                             | Empoli                                                                | Italia                                                                | 2 – 1                                                                 | Cile                                                                  | Amichevole                                                            | -                                                                     | 59’                                                                   |
| 22-1-2019                                                             | Cesena                                                                | Italia                                                                | 2 – 0                                                                 | Galles                                                                | Amichevole                                                            | -                                                                     |                                                                       |
| 27-2-2019                                                             | Larnaca                                                               | Italia                                                                | 5 – 0                                                                 | Messico                                                               | Cyprus Cup 2019 - 1º turno                                            | 1                                                                     | 56’                                                                   |
| 4-3-2019                                                              | Larnaca                                                               | Italia                                                                | 4 – 1                                                                 | Thailandia                                                            | Cyprus Cup 2019 - 1º turno                                            | -                                                                     | 64’                                                                   |
| 6-3-2019                                                              | Larnaca                                                               | Corea del Nord                                                        | 3 – 3 dts (7-6 dtr)                                                   | Italia                                                                | Cyprus Cup 2019 - finale 1º/2º posto                                  | -                                                                     | 56’                                                                   |
| 5-4-2019                                                              | Lublino                                                               | Polonia                                                               | 1 – 1                                                                 | Italia                                                                | Amichevole                                                            | -                                                                     |                                                                       |
| 9-4-2019                                                              | Reggio Emilia                                                         | Italia                                                                | 2 – 1                                                                 | Irlanda                                                               | Amichevole                                                            | -                                                                     | 46’                                                                   |
| 29-5-2019                                                             | Ferrara                                                               | Italia                                                                | 3 – 1                                                                 | Svizzera                                                              | Amichevole                                                            | -                                                                     | 75’                                                                   |
| 9-6-2019                                                              | Valenciennes                                                          | Australia                                                             | 1 – 2                                                                 | Italia                                                                | Mondiali 2019 - 1º turno                                              | -                                                                     | 77’                                                                   |
| 14-6-2019                                                             | Reims                                                                 | Giamaica                                                              | 0 – 5                                                                 | Italia                                                                | Mondiali 2019 - 1º turno                                              | -                                                                     | 65’                                                                   |
| 18-6-2019                                                             | Valenciennes                                                          | Italia                                                                | 0 – 1                                                                 | Brasile                                                               | Mondiali 2019 - 1º turno                                              | -                                                                     | 63’                                                                   |
| 25-6-2019                                                             | Montpellier                                                           | Italia                                                                | 2 – 0                                                                 | Cina                                                                  | Mondiali 2019 - Ottavi di finale                                      | -                                                                     | 63’                                                                   |
| 29-6-2019                                                             | Valenciennes                                                          | Italia                                                                | 0 – 2                                                                 | Paesi Bassi                                                           | Mondiali 2019 - Quarti di finale                                      | -                                                                     | 75’                                                                   |
| 29-8-2019                                                             | Ramat Gan                                                             | Israele                                                               | 2 – 3                                                                 | Italia                                                                | Qual. Euro 2022                                                       | -                                                                     |                                                                       |
| 3-9-2019                                                              | Tbilisi                                                               | Georgia                                                               | 0 – 1                                                                 | Italia                                                                | Qual. Euro 2022                                                       | -                                                                     |                                                                       |
| 4-10-2019                                                             | Ta' Qali                                                              | Malta                                                                 | 0 – 2                                                                 | Italia                                                                | Qual. Euro 2022                                                       | -                                                                     |                                                                       |
| 12-11-2019                                                            | Castel di Sangro                                                      | Italia                                                                | 5 – 0                                                                 | Malta                                                                 | Qual. Euro 2022                                                       | -                                                                     | 46’                                                                   |
| 1-12-2020                                                             | Viborg                                                                | Danimarca                                                             | 0 – 0                                                                 | Italia                                                                | Qual. Euro 2022                                                       | -                                                                     |                                                                       |
| 24-2-2021                                                             | Firenze                                                               | Italia                                                                | 12 – 0                                                                | Israele                                                               | Qual. Euro 2022                                                       | -                                                                     | 58’                                                                   |
| 13-4-2021                                                             | Firenze                                                               | Italia                                                                | 1 – 1                                                                 | Islanda                                                               | Amichevole                                                            | -                                                                     |                                                                       |
| 17-9-2021                                                             | Trieste                                                               | Italia                                                                | 3 – 0                                                                 | Moldavia                                                              | Qual. Mondiali 2023                                                   | -                                                                     | 58’                                                                   |
| 21-9-2021                                                             | Karlovac                                                              | Croazia                                                               | 0 – 5                                                                 | Italia                                                                | Qual. Mondiali 2023                                                   | -                                                                     | 54’                                                                   |
| 26-10-2021                                                            | Vilnius                                                               | Lituania                                                              | 0 – 5                                                                 | Italia                                                                | Qual. Mondiali 2023                                                   | -                                                                     | 54’                                                                   |
| 26-11-2021                                                            | Palermo                                                               | Italia                                                                | 1 – 2                                                                 | Svizzera                                                              | Qual. Mondiali 2023                                                   | -                                                                     | 54’                                                                   |
| 16-2-2022                                                             | Lagos                                                                 | Danimarca                                                             | 0 – 1                                                                 | Italia                                                                | Algarve Cup 2022 - 1º turno                                           | -                                                                     | 78’                                                                   |
| 20-2-2022                                                             | Faro                                                                  | Italia                                                                | 2 – 1                                                                 | Norvegia                                                              | Algarve Cup 2022 - 1º turno                                           | -                                                                     | 58’                                                                   |
| 23-2-2022                                                             | Lagos                                                                 | Svezia                                                                | 1 – 1 (6 - 5 dtr)                                                     | Italia                                                                | Algarve Cup 2022 - Finale                                             | -                                                                     | 81’                                                                   |
| 8-4-2022                                                              | Parma                                                                 | Italia                                                                | 7 – 0                                                                 | Lituania                                                              | Qual. Mondiali 2023                                                   | 2                                                                     |                                                                       |
| 12-4-2022                                                             | Thun                                                                  | Svizzera                                                              | 0 – 1                                                                 | Italia                                                                | Qual. Mondiali 2023                                                   | -                                                                     | 62’                                                                   |
| 1-7-2022                                                              | Castel di Sangro                                                      | Italia                                                                | 1 – 1                                                                 | Spagna                                                                | Amichevole                                                            | 1                                                                     | 75’                                                                   |
| 10-7-2022                                                             | Rotherham                                                             | Francia                                                               | 5 – 1                                                                 | Italia                                                                | Euro 2022 - Fase a gironi                                             | -                                                                     |                                                                       |
| 14-7-2022                                                             | Manchester                                                            | Italia                                                                | 1 – 1                                                                 | Islanda                                                               | Euro 2022 - Fase a gironi                                             | 1                                                                     | 60’                                                                   |
| 18-7-2022                                                             | Manchester                                                            | Italia                                                                | 0 – 1                                                                 | Belgio                                                                | Euro 2022 - Fase a gironi                                             | -                                                                     | 80’                                                                   |
| 10-10-2022                                                            | Genova                                                                | Italia                                                                | 0 – 1                                                                 | Brasile                                                               | Amichevole                                                            | -                                                                     |                                                                       |
| 19-2-2023                                                             | Coventry                                                              | Inghilterra                                                           | 2 – 1                                                                 | Italia                                                                | Arnold Clark Cup 2023                                                 | -                                                                     | 70’                                                                   |
| 22-2-2023                                                             | Bristol                                                               | Corea del Sud                                                         | 1 – 2                                                                 | Italia                                                                | Arnold Clark Cup 2023                                                 | -                                                                     |                                                                       |
| 11-4-2023                                                             | Roma                                                                  | Italia                                                                | 2 – 1                                                                 | Colombia                                                              | Amichevole                                                            | -                                                                     | 75’                                                                   |
| 1-7-2023                                                              | Ferrara                                                               | Italia                                                                | 0 – 0                                                                 | Marocco                                                               | Amichevole                                                            | -                                                                     | 46’                                                                   |
| 22-9-2023                                                             | San Gallo                                                             | Svizzera                                                              | 0 – 1                                                                 | Italia                                                                | UEFA Women's Nations League 2023-2024 - Fase a gironi                 | -                                                                     | 72’ 90+3’                                                             |
| 26-9-2023                                                             | Castel di Sangro                                                      | Italia                                                                | 0 – 1                                                                 | Svezia                                                                | UEFA Women's Nations League 2023-2024 - Fase a gironi                 | -                                                                     | 90+2’                                                                 |
| 27-10-2023                                                            | Salerno                                                               | Italia                                                                | 0 – 1                                                                 | Spagna                                                                | UEFA Women's Nations League 2023-2024 - Fase a gironi                 | -                                                                     | 72’                                                                   |
| 1-12-2023                                                             | Pontevedra                                                            | Spagna                                                                | 2 – 3                                                                 | Italia                                                                | UEFA Women's Nations League 2023-2024 - Fase a gironi                 | -                                                                     |                                                                       |
| 27-2-2024                                                             | Algeciras                                                             | Inghilterra                                                           | 5 – 1                                                                 | Italia                                                                | Amichevole                                                            | -                                                                     | 51’                                                                   |
| 5-4-2024                                                              | Cosenza                                                               | Italia                                                                | 2 – 0                                                                 | Paesi Bassi                                                           | Qual. Euro 2025                                                       | -                                                                     | 68’                                                                   |
| 16-7-2024                                                             | Bolzano                                                               | Italia                                                                | 4 – 0                                                                 | Finlandia                                                             | Qual. Euro 2025                                                       | -                                                                     | 65’                                                                   |
| 29-10-2024                                                            | Vicenza                                                               | Italia                                                                | 1 – 1                                                                 | Spagna                                                                | Amichevole                                                            | -                                                                     |                                                                       |
| 2-12-2024                                                             | Bochum                                                                | Germania                                                              | 1 – 2                                                                 | Italia                                                                | Amichevole                                                            | -                                                                     | 78’                                                                   |
| 25-2-2025                                                             | La Spezia                                                             | Italia                                                                | 1 – 3                                                                 | Danimarca                                                             | UEFA Women's Nations League 2025 - Fase a gironi                      | -                                                                     | 67’ 77’                                                               |
| 3-6-2025                                                              | Swansea                                                               | Galles                                                                | 1 – 4                                                                 | Italia                                                                | UEFA Women's Nations League 2025 - Fase a gironi                      | -                                                                     | 46’                                                                   |
| 7-7-2025                                                              | Ginevra                                                               | Portogallo                                                            | 1 – 1                                                                 | Italia                                                                | Euro 2025 - Fase a gironi                                             | -                                                                     | 87’                                                                   |
| Totale                                                                |                                                                       | Presenze                                                              | 64                                                                    |                                                                       | Reti                                                                  | 8                                                                     |                                                                       |

## Palmarès

### Club
- Campionato svizzero di seconda divisione: 1

Rapid Lugano: 2014-2015
- Coppa Svizzera: 1

Neunkirch: 2016-2017
- Campionato svizzero: 1

Neunkirch: 2016-2017
- Supercoppa italiana: 1

Brescia: 2017
- Campionato italiano: 1

Juventus: 2024-2025
- Coppa Italia: 1

Juventus: 2024-2025

### Individuale
- Capocannoniere del campionato svizzero: 1

Neunkirch: 2016-2017 (24 reti)
- Gran Galà del calcio AIC: 1

Squadra dell'anno: 2022